# Le Festin d'Esther avec Aman et Assuérus
Le Festin d'Esther avec Aman et Assuérus est un tableau de Rembrandt, peint en 1660. Cette toile est conservée au musée des Beaux-Arts Pouchkine, à Moscou.

## Inspiration

### Sujet biblique
Le sujet biblique du tableau s'inspire de l'histoire d'Esther, telle que narrée dans le livre d'Esther. Xerxès Ier, nommé « Assuérus » dans ce livre, règne sur le pays. Sa favorite Esther est en secret juive ; or, le grand vizir Haman projette l'extermination de tous les Juifs du royaume. Esther convie donc le roi et son vizir à un festin où elle dénonce Haman.

## Description
Comme l'immense majorité des œuvres de Rembrandt, le festin d'Esther se caractérise par un clair-obscur très marqué. En émergent plus particulièrement la table du festin, à droite de laquelle Esther constitue le personnage le plus lumineux, d'autant qu'elle est vêtue d'une robe vermillon et d'une cape dorée. Le roi, au centre, est un peu moins lumineux car placé plus en arrière. Enfin, sur la gauche, Haman est relativement dans l'ombre. Esther vient de terminer le discours par lequel elle accuse Haman ; le roi, les lèvres serrées de colère, s'apprête à quitter la salle. Haman, quant à lui, est écrasé par sa défaite,,.
Le tableau cherche à montrer la profondeur psychologique des convives, qui s'exprime par leurs gestes retenus mais tendus. Les effets de lumière ont pour but de trahir les sentiments intérieurs des personnages.

## Histoire et localisation du tableau
Le tableau est désormais conservé dans la salle N°10 du musée des Beaux-Arts Pouchkine, à Moscou.